# Ituzaingó (Uruguay)
Pour les articles homonymes, voir Ituzaingó.
Ituzaingó est une ville de l'Uruguay située dans le département de San José. Sa population est de 740 habitants.

## Population
| Année | Population |
| ----- | ---------- |
| 1963  | 710        |
| 1975  | 930        |
| 1985  | 734        |
| 1996  | 769        |
| 2004  | 740        |

Référence,: